# Hydrillodes surata
Hydrillodes surata är en fjärilsart som beskrevs av Edward Meyrick 1910. Hydrillodes surata ingår i släktet Hydrillodes och familjen nattflyn. Inga underarter finns listade i Catalogue of Life.